# Kazachstan op de Paralympische Zomerspelen 2020
Kazachstan was een van de landen die deelnam aan de Paralympische Zomerspelen 2020 in Tokio, Japan.

## Medailleoverzicht
| Bankdrukken | David Degtyarev     | -54 kg (m)                 | Goud   |  |  |
|             |                     |                            |        |  |  |
| Judo        | Zarina Baibatina    | +70 kg (v)                 | Zilver |  |  |
| Judo        | Temirzhan Daulet    | -73 kg (m)                 | Zilver |  |  |
| Judo        | Anuar Sariyev       | -60 kg (m)                 | Zilver |  |  |
|             |                     |                            |        |  |  |
| Zwemmen     | Nurdaulet Zhumagali | 100 m schoolslag, SB13 (m) | Brons  |  |  |

## Deelnemers en resultaten
(m) = mannen, (v) = vrouwen, (g) = gemengd 

### Atletiek

#### Baanonderdelen
| Atleet                   | Onderdeel      | Series              | Series              | Finale              | Finale              |
| Atleet                   | Onderdeel      | Resultaat           | Rang                | Resultaat           | Rang                |
| ------------------------ | -------------- | ------------------- | ------------------- | ------------------- | ------------------- |
| Saltanat Abilkhassymkyzy | 100 m, T35 (v) | 0:16.54             | 9e                  | Niet gekwalificeerd | Niet gekwalificeerd |
| Saltanat Abilkhassymkyzy | 200 m, T35 (v) | Niet van toepassing | Niet van toepassing | 0:35.47             | 9e                  |

#### Veldonderdelen
| Paralympiër        | Onderdeel            | Resultaat | Prestatie |
| ------------------ | -------------------- | --------- | --------- |
| Dastan Mukashbekov | Kogelstoten, F36 (m) | 6e        | 13.24     |

### Bankdrukken
| Paralympiër           | Onderdeel  | Resultaat | Prestatie |
| --------------------- | ---------- | --------- | --------- |
| David Degtyarev       | -54 kg (m) | Goud      | 174.0     |
| Rakhmetzhan Khamayev  | -88 kg (m) | 5e        | 195.0     |
|                       |            |           |           |
| Gulbanu Abdykhalykova | -50 kg (v) | 7e        | 76.0      |
| Raushan Koishibayeva  | -67 kg (v) | 4e        | 112.0     |
| Alina Solodukhina     | -45 kg (v) | 5e        | 83.0      |

### Judo
| Paralympiër         | Onderdeel   | Resultaat | Prestatie |
| ------------------- | ----------- | --------- | --- |
| Zhanbota Amanzhol   | -90 kg (m)  | 5e        | 1/8e finale: W van RPC Vladimir Fedin Kwartfinale: V van UKR Oleksandr Nazarenko Herkansingen, finale: W van UZB Shukhrat Boboev Bronzen finale: V van FRA Helios Latchoumanaya |
| Temirzhan Daulet    | -73 kg (m)  | Zilver    | 1/8e finale: W van AZE Ramil Gasimov Kwartfinale: W van GER Nikolai Kornhass Halve finale: W van GEO Giorgi Kaldani Finale: V van UZB Feruz Sayidov                             |
| Anuar Sariyev       | -60 kg (m)  | Zilver    | Kwartfinale: W van MGL Yadamdorj Sukhbaatar Halve finale: W van VEN Marcos Dennis Blanco Finale: V van AZE Vugar Shirinli                                                       |
| Galymzhan Smagululy | -81 kg (m)  | 9e        | 1/8e finale: V van FRA Nathan Petit |
| Yerlan Utepov       | -100 kg (m) | 9e        | 1/8e finale: V van MDA Ion Basoc |
|                     |             |           | |
| Zarina Baibatina    | +70 kg (v)  | Zilver    | Kwartfinale: W van MGL Altantsetseg Nyamaa Halve finale: W van ITA Carolina Costa Finale: V van AZE Dursadaf Karimova                                                           |
| Dayana Fedossova    | -57 kg (v)  | 7e        | 1/8e finale: W van KGZ Khaiitkhon Khusan Kyzy Kwartfinale: V van AZE Sevda Valiyeva Herkansingen, finale: V van RPC Natalia Ovchinnikova                                        |

### Kanovaren
| Atleet         | Onderdeel                  | Heats     | Heats | Halve finale | Halve finale | A/B finale | A/B finale | Eindresultaat |
| Atleet         | Onderdeel                  | Resultaat | Rang  | Resultaat    | Rang         | Resultaat  | Rang       | Eindresultaat |
| -------------- | -------------------------- | --------- | ----- | ------------ | ------------ | ---------- | ---------- | ------------- |
| Bibarys Spatay | Eenpersoons kajak, KL2 (m) | 0:46.717  | 9e    | 0:44.435     | 7e QB        | 0:45.025   | 1e         | 9e            |

### Schietsport
| Paralympiër       | Onderdeel                  | Resultaat | Resultaat | Prestatie           | Prestatie           |
| Paralympiër       | Onderdeel                  | Score     | Rang      | Score               | Rang                |
| ----------------- | -------------------------- | --------- | --------- | ------------------- | ------------------- |
| Aisulu Jumabayeva | 10 m luchtpistool, SH1 (v) | 544.0     | 13e       | Niet gekwalificeerd | Niet gekwalificeerd |

### Taekwondo
| Paralympiër       | Onderdeel       | Resultaat | Prestatie |
| ----------------- | --------------- | --------- | --- |
| Nurlan Dombayev   | -75 kg, K44 (m) | 5e        | Kwartfinale: W van ARG Juan Eduardo Samorano met 27-25 Halve finale: V van IRI Mahdi Pourrahnama Ahmda Gourabi met 6-24 Bronzen finale: V van ARG Juan Eduardo Samorano met 12-13               |
| Nyshan Omirali    | +75 kg, K44 (m) | 7e        | 1/8e finale: V van CRC Andres Molina Gomez met 6-12 Herkansingen, 1e ronde: W van MAR Rachid Ismaili Alaoui met 24-8 Herkansingen, finale: V van MEX Francisco Alejandor Pedroza Luna met 15-18 |
|                   |                 |           | |
| Kamilya Dosmalova | -58 kg, K44 (v) | 9e        | 1/8e finale: V van SRB Marija Micev met 9-38 Herkansingen, 1e ronde: V van EGY Salma Ali Abd al Monem Hassan met 15-41                                                                          |

### Zwemmen
| Atleet               | Onderdeel                              | Series              | Series              | Finale              | Finale              |
| Atleet               | Onderdeel                              | Resultaat           | Rang                | Resultaat           | Rang                |
| -------------------- | -------------------------------------- | ------------------- | ------------------- | ------------------- | ------------------- |
| Roman Agalakov       | 50 m vrije slag, S13 (m)               | 0:25.82             | 15e                 | Niet gekwalificeerd | Niet gekwalificeerd |
| Roman Agalakov       | 100 m vlinderslag, S13 (m)             | 1:02.21             | 11e                 | Niet gekwalificeerd | Niet gekwalificeerd |
| Siyazbek Daliyev     | 50 m vrije slag, S5 (m)                | 0:35.49             | 9e                  | Niet gekwalificeerd | Niet gekwalificeerd |
| Siyazbek Daliyev     | 50 m rugslag, S5 (m)                   | 0:42.61             | 12e                 | Niet gekwalificeerd | Niet gekwalificeerd |
| Siyazbek Daliyev     | 50 m vlinderslag, S5 (m)               | 0:35.73             | 4e                  | 0:35.27             | 5e                  |
| Yerzhan Salimgereyev | 100 m vrije slag, S6 (m)               | 1:10.89             | 11e                 | Niet gekwalificeerd | Niet gekwalificeerd |
| Yerzhan Salimgereyev | 50 m vlinderslag, S6 (m)               | 0:33.14             | 7e                  | 0:32.53             | 6e                  |
| Nurali Sovetkanov    | 100 m schoolslag, SB13 (m)             | 1:10.77             | 8e                  | 1:10.99             | 8e                  |
| Nurdaulet Zhumagali  | 50 m vrije slag, S13 (m)               | 0:28.28             | 16e                 | Niet gekwalificeerd | Niet gekwalificeerd |
| Nurdaulet Zhumagali  | 100 m schoolslag, SB13 (m)             | 1:04.97             | 3e                  | 1:05.20             | Brons               |
| Nurdaulet Zhumagali  | 200 m individuele wisselslag, SM13 (m) | 2:25.92             | 14e                 | Niet gekwalificeerd | Niet gekwalificeerd |
|                      |                                        |                     |                     |                     |                     |
| Zulfiya Gabidullina  | 50 m vrije slag, S4 (v)                | 0:44.57             | 8e                  | 0:48.12             | 8e                  |
| Zulfiya Gabidullina  | 50 m rugslag, S4 (v)                   | 1:21.90             | 15e                 | Niet gekwalificeerd | Niet gekwalificeerd |
| Zulfiya Gabidullina  | 150 m individuele wisselslag, SM4 (v)  | 3:55.74             | 15e                 | Niet gekwalificeerd | Niet gekwalificeerd |
| Aliya Rakhimbekova   | 100 m vrije slag, S12 (v)              | 1:12.45             | 10e                 | Niet gekwalificeerd | Niet gekwalificeerd |
| Aliya Rakhimbekova   | 100 m rugslag, S12 (v)                 | Niet van toepassing | Niet van toepassing | 1:23.74             | 8e                  |
| Aliya Rakhimbekova   | 100 m schoolslag, SB12 (v)             | Niet van toepassing | Niet van toepassing | 1:31.31             | 7e                  |

Afghanistan · 
Algerije · 
Amerikaanse Maagdeneilanden · 
Angola · 
Argentinië · 
Armenië · 
Aruba · 
Australië · 
Azerbeidzjan · 
Bahrein · 
Barbados · 
Belarus · 
België · 
Benin · 
Bermuda · 
Bosnië en Herzegovina · 
Botswana · 
Brazilië · 
Bulgarije · 
Burkina Faso · 
Burundi · 
Cambodja · 
Canada · 
Centraal-Afrikaanse Republiek · 
Chili · 
China · 
Chinees Taipei · 
Colombia · 
Congo-Brazzaville · 
Congo-Kinshasa · 
Costa Rica · 
Cuba · 
Cyprus · 
Denemarken · 
Dominicaanse Republiek · 
Duitsland · 
Ecuador · 
Egypte · 
El Salvador · 
Estland · 
Ethiopië · 
Faeröer · 
Fiji · 
Filipijnen · 
Finland · 
Frankrijk · 
Gabon · 
Gambia · 
Georgië · 
Ghana · 
Griekenland · 
Groot-Brittannië · 
Guatemala · 
Guinee · 
Guinee‑Bissau · 
Haïti · 
Honduras · 
Hongarije · 
Hongkong · 
Ierland · 
IJsland · 
India · 
Indonesië · 
Irak · 
Iran · 
Israël · 
Italië · 
Ivoorkust · 
Jamaica · 
Japan · 
Jordanië · 
Kaapverdië · 
Kameroen · 
Kazachstan · 
Kenia · 
Kirgizië · 
Koeweit · 
Kroatië · 
Laos · 
Lesotho · 
Letland · 
Libanon · 
Liberia · 
Libië · 
Litouwen · 
Luxemburg · 
Madagaskar · 
Maleisië · 
Mali · 
Malta · 
Marokko · 
Mauritius · 
Mexico · 
Moldavië · 
Mongolië · 
Montenegro · 
Mozambique · 
Namibië · 
Nederland · 
Nepal · 
Nicaragua · 
Nieuw-Zeeland · 
Niger · 
Nigeria · 
Noord-Macedonië · 
Noorwegen · 
Oeganda · 
Oekraïne · 
Oezbekistan · 
Oman · 
Oostenrijk · 
Pakistan · 
Palestina · 
Panama · 
Papoea-Nieuw-Guinea · 
Peru · 
Polen · 
Portugal · 
Puerto Rico · 
Qatar · 
Roemenië · 
Russisch Paralympisch Comité ·
Rwanda · 
Saint Vincent en Grenadines · 
Samoa · 
Saoedi-Arabië · 
Sao Tomé en Principe · 
Senegal · 
Servië · 
Seychellen · 
Sierra Leone · 
Singapore · 
Slovenië · 
Slowakije · 
Somalië · 
Spanje · 
Sri Lanka · 
Syrië · 
Tadzjikistan · 
Tanzania · 
Thailand · 
Togo · 
Tonga · 
Trinidad en Tobago · 
Tsjechië · 
Tunesië · 
Turkije · 
Turkmenistan · 
Uruguay · 
Venezuela · 
Verenigde Arabische Emiraten · 
Verenigde Staten · 
Vietnam · 
Zimbabwe · 
Zuid-Afrika · 
Zuid-Korea · 
Zweden · 
Zwitserland
Paralympisch Vluchtelingen Team